# František Mašata
František Mašata (1. dubna 1879 Divišov – 18. února 1943 Benešov) byl československý politik a meziválečný poslanec Národního shromáždění za Republikánskou stranu zemědělského a malorolnického lidu (agrárníky).

## Biografie
Politicky aktivní byl již za Rakouska-Uherska. Roku 1910 se stal poslancem Říšské rady (celostátní parlament), kam byl zvolen za okrsek Čechy 034. Zvolen byl 15. března 1910 místo Rudolfa Bergmana. Usedl do poslanecké frakce Klub českých agrárníků. Opětovně byl zvolen za obvod Čechy 65 i ve volbách do Říšské rady roku 1911 a ve vídeňském parlamentu setrval do zániku monarchie.
V letech 1918–1920 zasedal v československém Revolučním národním shromáždění. V parlamentních volbách v roce 1920 získal poslanecké křeslo v Národním shromáždění. Mandát v parlamentních volbách v roce 1925 obhájil stejně jako v parlamentních volbách v roce 1929 a parlamentních volbách v roce 1935. Poslanecký post si oficiálně podržel do zániku parlamentu (a Československa) v březnu 1939, přičemž krátce předtím ještě v prosinci 1938 přestoupil do nově vzniklé Strany národní jednoty.
Profesí byl dle údajů z roku 1935 domkářem a předsedou ústředí Domoviny domkářů a malorolníků, bytem v Divišově u Vlašimi.